# Javier Arias Stella
Javier Ángelo Arias Stella (Lima, 2 de agosto de 1924-Ib., 25 de febrero de 2020) fue un científico y político peruano. Dirigente de Acción Popular, ejerció como ministro de Salud y  ministro de Relaciones Exteriores durante los gobiernos de Fernando Belaúnde Terry.

## Biografía
Fue hijo de Javier Arias Schreiber y Clara Enriqueta Stella. Sus estudios escolares los realizó en el Colegio San Luis de Barranco. Luego cursó sus estudios superiores en la Universidad Nacional Mayor de San Marcos, primero en la Facultad de Ciencias (1942-1944), y luego en la Facultad de Medicina de San Fernando (1945-1951), obteniendo el Bachillerato en Medicina en 1951, y el Doctorado en 1959.
Obtuvo sus posgrados en Diplomate of the American Board of Pathology (1954), en Estados Unidos y Fellow of the Royal College of Pathologists (1974), en Inglaterra. Ejerció como profesor visitante en diversas universidades de Estados Unidos (Galveston, Baltimore, Nueva Orleans, Washington, Pittsburg), Brasil, México, Argentina y Venezuela.
Fue profesor fundador de la Universidad Peruana Cayetano Heredia, con destacada labor docente en el Hospital Arzobispo Loayza de Lima. Presidente de la Academia Nacional de Medicina (1975-1977) y presidente de la Sociedad Latino Americana de las Academias Nacionales de Medicina (1975).
Entre sus más renombrados aportes científicos se encuentra el descubrimiento de la llamada reacción o Fenómeno de Arias Stella, relacionado con una patología del endometrio (membrana mucosa que tapiza la cavidad uterina). Este descubrimiento dejó establecido que un cambio o reacción en el endometrio, durante mucho tiempo relacionada con una modalidad de cáncer y que daba lugar a histerectomías innecesarias, era en realidad resultado de la acción hormonal del tejido placentario. Igualmente se pueden destacar sus investigaciones sobre los cambios anatómicos e histológicos en los hombres nativos de las grandes alturas (Andes).
En el campo de la política, militó activamente en el partido Acción Popular, del que fue secretario general. Sufrió persecución y destierro. Entre los cargos públicos que desempeñó destaca el de ministro de Salud Pública del Perú en dos periodos: entre 1963 a 1965, y entre 1966 a 1968, ambos en el primer gobierno de Fernando Belaúnde Terry. En el segundo gobierno del mismo, fue ministro de Relaciones Exteriores de 1980 a 1983, desempeñándose posteriormente como Embajador del Perú ante las Naciones Unidas de 1983 a 1985.
Estaba casado con Nancy Castillo y fue padre de cuatro hijos: Patricia, Javier Luis, José Luis y Fernando Luis.

## Obras
De su producción científica se destacan las publicaciones:
- Patología (en conjunto con Pelayo Correa, Ruy Pérez Tamayo y Luis Carbonell). La Prensa Médica Mexicana, 1969 (primera edición), 1971 (segunda edición);
- Gestational Endometrium (Chapter) en “Pathology Physiology of the Uterus. International Academy of Pathology”. The Williams and Wilkins Co. 1973;
- Biology and Pathology at High Altitudes (capítulo) en Tedeschi, C.G. (ed.) “Forensic Medicine. A Study in Trauma and Enviromental Hazards”. W. B. Saunders 1975;
- Pulmonary Hypertension and Pathology at High Altitudes (capítulo) en Saldaña, MJ (ed.) “Pathology of Pulmonary Disease”. Philadelphia: J. B. Lippincott Company, 1994.

## Premios
- Premio Nacional de Fomento a la Cultura “Hipólito Unanue” (1959).
- Premio Roussel Perú (1960), por publicación médica científica.
- Premio Fred W. Stewart (1991). Otorgado por el Memorial Sloan Kettering Cancer Center de Nueva York (EE. UU.) por sus aportes al conocimiento del cáncer.
- Premio de Medicina Hipólito Unanue (1991).
- Premio Barton (1991).
- Premio Southern Perú – Medalla Cristóbal de Losada y Puga. A la Creatividad Humana. Otorgada por la Pontificia Universidad Católica del Perú y la Southern Perú (1998).